# 海辺の家族たち
『海辺の家族たち』（うみべのかぞくたち、La Villa）は2017年のフランスのドラマ映画。
監督はロベール・ゲディギャン、出演はアリアンヌ・アスカリッド、ジャン＝ピエール・ダルッサン、ジェラール・メイランなど。
ゲディギャン監督が自らの生まれ育った南仏の港町マルセイユを舞台に、ある家族の絆を描いた、彼の映画人生の集大成というべき作品である。
2017年8月末から9月にかけて開催された第74回ヴェネツィア国際映画祭でコンペティション部門に出品された。

## ストーリー
南仏マルセイユ近郊。かつては別荘地として栄えたものの、今は寂れてしまった小さな港町の海辺の家で暮らす老父モーリスが脳卒中で失語症となる。末娘で今はパリに住む人気女優のアンジェルは20年ぶりに実家に帰ってくる。彼女を出迎えたのは、家業の小さな食堂を継いだ長兄アルマンと、リストラされたばかりで親子ほども年の離れた若い婚約者ベランジェールに捨てられそうな状況にある次兄ジョゼフである。アンジェルは20年前にこの町で幼い娘ブランシュを不慮の事故で亡くしており、その心の傷が癒えることのないまま、実家に帰らずにいたのである。
久しぶりに故郷で再会した3兄妹は、故郷の寂れた姿を前に感傷的な思い出話をする。ブランシュの事故死に責任を感じ続けていた老父モーリスは、2人の息子よりも多くの遺産をアンジェルに遺そうとしているが、アンジェルはそれを受け入れようとしない。アンジェルもまた、父親に娘を預けたことがそもそもの悲劇のきっかけであるとして罪の意識を感じていたのである。そんな中、地元の30代の漁師バンジャマンは子どもの頃からの憧れの女優であるアンジェルに求愛する。親子ほどの年齢差にアンジェルは最初は拒むものの、バンジャマンの思いを受け入れる。
3兄妹の間にぎこちない空気が漂う中、ある日、アルマンとジョゼフは北アフリカからの移民と見られる幼い3姉弟を見つける。不法移民の取り締まりを目的に武装した兵士たちが町中を巡回している中、彼らに見つかれば確実に送り返されることになる子どもたちを不憫に思ったアンジェルたち3兄妹は子どもたちを匿って世話をする。故郷を後にする予定だったアンジェルもジョゼフも、これをきっかけに故郷に留まることを決める。

## キャスト
- アンジェル: アリアンヌ・アスカリッド - 人気女優。
- ジョゼフ: ジャン＝ピエール・ダルッサン - アンジェルの次兄。引退した教授。
- アルマン: ジェラール・メイラン（フランス語版） - アンジェルの長兄。家業の食堂を経営。
- モーリス: フレッド・ユリス - アルマン、ジョゼフ、アンジェルの父。
- ベランジェール: アナイス・ドゥムースティエ - ジョゼフの年の離れた若い婚約者。
- バンジャマン: ロバンソン・ステヴナン - 地元の漁師。アンジェルの大ファン。
- イヴァン: ヤン・トレグエ（フランス語版） - 医師。隣人の息子。
- マルタン: ジャック・ブーデ（フランス語版） - イヴァンの父。隣人。
- シュザンヌ: ジュヌヴィエーヴ・ムニシュ（フランス語版） - イヴァンの母。
- 兵士: ディオク・コマ（フランス語版） - 難民を捜索中。

## 製作
主人公たち3兄妹の若い頃を描いた回想シーンは、ロベール・ゲディギャン監督の1986年の映画『Ki lo sa ?』（日本未公開）から抜き出された映像で、同じ俳優本人たちが30年以上前に演じたものであり、マルセイユで同じ俳優を使って長年映画を撮り続けてきたゲディギャン監督ならではの映像となっている。

## 作品の評価

### 映画批評家によるレビュー
アロシネによれば、フランスの32のメディアによる評価の平均点は5点満点中4.1点である。
Rotten Tomatoesによれば、25件の評論のうち高評価は92%にあたる23件で、平均点は10点満点中6.5点、批評家の一致した見解は「『海辺の家族たち』は様々なテーマに静かにアプローチし、しっかりとした演技によるキャラクター主導のドラマで視聴者の忍耐に報いている。」となっている。
Metacriticによれば、5件の評論のうち、高評価は3件、賛否混在は2件、低評価はなく、平均点は100点満点中67点となっている。

### 受賞歴
| 賞               | 部門       | 対象者                     | 結果       |
| ---------------- | ---------- | -------------------------- | ---------- |
| 第43回セザール賞 | 助演女優賞 | アナイス・ドゥムースティエ | ノミネート |